# Rugby Bologna 1928
Il Rugby Bologna 1928 s.r.l. è un club italiano di rugby a 15 con sede a Bologna; si tratta del club con l'iscrizione più antica alla Federazione Italiana Rugby. Fondato il 26 aprile 1928 da Livio Luigi Tedeschi, si allenava e disputava originariamente le sue partite presso il  campo dello Sterlino e vantava il numero 1 di affiliazione alla Federazione Italiana Rugby.
Militante in passato in serie A, A1 e anche nella prima edizione del Super 10 del 2001-02, dopo alterne vicende e la minaccia di scomparire nel marzo 2010 la società fu rilevata da un gruppo di ex giocatori che ricostituirono una squadra Senior da iscrivere al campionato di serie C 2010-11; al 2020 la squadra milita nella serie B nazionale.
Il terreno di casa fu lo Stadio Arcoveggio fino al 2017, anno in cui fu trasferito allo stadio Bonori in zona San Donato-San Vitale.
In seguito alla fusione con la Reno Rugby 1967, altra squadra del capoluogo emiliano nel febbraio del 2021 è stato dato origine al Bologna Rugby Club, una franchigia che dal campionato 2021/22 partecipa al campionato di Serie B.

## Storia
Il nucleo originario del Bologna Rugby vide la luce quando Livio Luigi Tedeschi, dirigente sportivo appassionato di atletica pesante e arti marziali (e in seguito segretario della FIJLKAM), formalizzò la nascita di una formazione rugbistica facente parte dell'organizzazione “Bologna Sportiva” che includeva anche l'omonimo club calcistico; la squadra fu composta da lottatori e atleti provenienti da due polisportive cittadine, la “Sempre Avanti” e la “Virtus”: gli inviti ad aderire alla nascente società sportiva furono diramati tramite le pagine del quotidiano locale, il Carlino, che pubblicò la notizia di un reclutamento atleti al campo dello Sterlino il 26 aprile 1928.
Roma, Stadio del P.N.F., 14 ottobre 1928, ore 15:10
S.S. LAZIO — RUGBY BOLOGNA 15-0 (9-0)
Marcatori: 18’ Vinci II cp; 25’ Rusticali m; 38’ Vinci II m; 58’ e 68' Vinci III m.
S.S. LAZIO: Vinci I, Vinci III, Vinci II, Balsh, Gilardi (41' Riganti), Bigi, Nathan (41' Vinci IV); Piergentili, Nisti, Pandolfi, Pasti, Altissimi, Planett, Nagaillard, Rusticali
RUGBY BOLOGNA: Mignatti, Barilli, Benazzi, Rizzoli I, Rizzoli II, Sarti, Pinelli; Degli Espositi (41' Quaglio), Bartolini I, Frontali, Benfenati, Bartolini II, Mazzocco, Cornacchia, Malossi
ARBITRO: Stefano Bellandi (Milano)
SPETTATORI: 20 000
Quando il 28 settembre di quell'anno nacque la Federazione Italiana Rugby, il Bologna fu tra le aderenti della primissima ora, tanto da riportare il codice di affiliazione n° 1.
Il primo incontro della neonata società fu il 14 ottobre successivo allo Stadio del PNF di Roma contro la S.S. Lazio, un'amichevole conclusasi 15-0 per la squadra della Capitale.
Arbitro dell'incontro fu il milanese Stefano Bellandi, tra i pionieri del rugby in Italia e membro del comitato fondatore della Federazione.
Nella stagione 1928-29 si tenne il primo campionato italiano, che vide il Bologna tra le partecipanti; la squadra, inserita nel girone B insieme alla citata Lazio e ai Leoni di San Marco di Padova, si classificò seconda con due sconfitte dai romani e una vittoria e un pari sui padovani, e non si qualificò per la finale.
Nel 1932-33 il Bologna si classificò secondo assoluto dietro ai campioni dell'Amatori Milano, risultato ripetuto nel 1934-35, quando la squadra si classificò alla piazza d'onore dietro al Rugby Roma.
Dopo un quarto posto nel 1936-37 la squadra scomparve dal campionato e si ebbero notizie di essa solo nell'immediato dopoguerra: nel 1945-46 il Bologna giunse fino alla semifinale della Coppa Alta Italia (di nuovo sconfitta dall'Amatori Milano futuro campione d'Italia) e, nel 1946-47, perse lo scudetto per un solo punto nei confronti del Ginnastica Torino, vincitore nell'occasione del suo primo e unico titolo nel rugby: fu proprio quella dell'ultima giornata la partita decisiva per lo scudetto, che si chiuse in parità tra il Bologna e la formazione sabauda.

Una formazione del Bologna nel 1948-49

Nel 1951-52 la squadra retrocesse, senza essere riuscita mai più, nel frattempo, a proporsi in posizione di vertice; tornata in serie A dopo la ristrutturazione dei campionati, retrocesse nuovamente nel 1957-58; un'ulteriore fugace apparizione vi fu nel 1966-67 (una stagione, così come nel 1971-72).

### L'era Zaccanti
Dopo un ventennio nelle serie inferiori, la squadra tornò a disputare un campionato maggiore, quello di A1, nel 1994-95, tuttavia anch'esso concluso all'ultimo posto con retrocessione immediata in A2; più soddisfacente la successiva presenza in A1, con un tranquillo centroclassifica nella stagione 1996-97, anche se nella stagione a seguire la squadra retrocesse di nuovo; dopo un'ennesima apparizione di una stagione nel 1999-2000, la società fu acquistata dall'imprenditore bolognese Carlo Zaccanti nel luglio 2000; la squadra fu promossa con due giornate di anticipo e disputò il primo torneo noto come Super 10 nel 2001-02, nel quale tuttavia vinse un solo incontro su 17 tornando di nuovo in serie A, anche se la stagione registrò il debutto europeo assoluto del club, che fece la sua prima — e, ad oggi, unica — apparizione in Challenge Cup, allineando in squadra elementi come Jaco Erasmus, Orazio Arancio e Matías Agüero, tutti nazionali; la campagna europea, anche se si risolse con l'eliminazione, vide comunque i bolognesi vincere un incontro, all'Arcoveggio contro la Dinamo Bucarest, per 33-10.

Il Bologna nel campionato di serie B 1991-92

Nel 2003 il presidente Zaccanti diede vita al progetto di costruire uno stadio nuovo con annessa club house per il Bologna Rugby, ma il Comune bloccò i lavori nel febbraio 2004 per irregolarità procedurali dovute al fatto che le opere stavano debordando i limiti dell'autorizzazione concessa.
Sul piano sportivo, invece, la squadra ebbe problemi persino a mantenere le posizioni nelle serie inferiori: nella stagione 2005-06 di A2 il Bologna fu escluso dalla classifica a causa di tre incontri disertati durante il torneo e, al contempo, fu retrocesso in serie C, campionato al quale non partecipò in quanto non vi si iscrisse.

Nicola Aldrovandi, centre del Bologna dal 1990 al 2000

Il 2 maggio 2007, inoltre, il suo presidente Zaccanti fu ucciso a Caracas, in Venezuela, durante un tentativo di rapina: una delle sue figlie, Elena, assunse la presidenza del club e, qualche mese più tardi, anche grazie alla collaborazione e al sostegno economico di alcuni giocatori ed ex giocatori, fu ricostituita una squadra giovanile; nella stagione 2009-10 il club fu impegnato nel campionato giovanile Under-16, e il dibattito, nell'area bolognese, sull'opportunità di far tornare il Rugby Bologna a essere il centro d'aggregazione della disciplina a livelli più alti (in ragione sia della primogenitura della società, che ancora mantiene il n° 1 di iscrizione alla F.I.R., che al titolo sportivo che comprende numerosi campionati di prima divisione e la partecipazione alle competizioni europee), trovò attuazione il 5 marzo 2010, quando un gruppo di ex giocatori del Bologna rilevò da Elena Zaccanti le quote societarie ed elesse presidente Francesco Paolini; il nuovo consiglio d'amministrazione indisse la prima assemblea societaria il 26 aprile successivo, nell'82º anniversario della fondazione del club, alla presidenza del quale fu eletto Roberto Iseppi, industriale e già in passato sponsor del Bologna; nel corso di tale assemblea è stata definita la struttura societaria: al Rugby Bologna 1928, destinato a curare tutte le attività sportive del club, fu affiancata l'Associazione Sportiva Dilettantistica Bologna Rugby, il cui compito è quello di raccordo tra tesserati, sostenitori e club della provincia e della promozione della disciplina in ambito scolastico, nonché dell'organizzazione di eventi.

### Nuovo corso
La prima squadra, iscrittasi al campionato di serie C 2010-11, fu affidata al tecnico Nicola Aldrovandi, già giocatore del Bologna e internazionale per l'Italia negli anni novanta, che guidò la squadra fino al 2013 per poi passare a incarichi federali sempre a livello provinciale a Bologna. Dopo vari campionati di serie C, giunse la promozione in serie B nel 2015.
Nella stagione 2016-17 con l'arrivo del nuovo allenatore Gianluca Ogier il Bologna conquisto il secondo posto nel girone B, alle spalle del CUS Perugia e nella doppia sfida nei play-off di promozione dovette arrendersi al Petrarca cadetta. Gli anni successivi fu un quarto e un terzo posto.
A seguito dell'interruzione dei campionati a causa della situazione sanitaria, a febbraio 2021 si concretizzo la fusione con l'altra società di Bologna la Reno Bologna sotto il nome di Bologna Rugby.

## Cronologia
| Cronistoria del Rugby Bologna 1928 |
| --- |
| - 1928 · 26 aprile, nascita del Rugby Bologna - 1928 · 14 ottobre, primo incontro del Rugby Bologna contro la Lazio - 1928-29 · 2º girone B Divisione Nazionale - 1929-30 · 5ª Divisione Nazionale - 1930-31 · Quarti di finale Divisione Nazionale - 1931-32 · 2º girone A Divisione Nazionale - 1932-33 · 2ª Divisione Nazionale - 1933-34 · 3ª Divisione Nazionale - 1934-35 · 2ª Divisione Nazionale - 1935-36 · 1º girone C Divisione Nazionale (sconf. semifinale scudetto) - 1936-37 · 4ª Divisione Nazionale - 1937-45 · Sospensione attività - 1945-46 · Semifinalista in Coppa Alta Italia Divisione Nazionale - 1946-47 · 2ª serie A - 1947-48 · 9ª serie A - 1948-49 · 6ª serie A - 1949-50 · 9ª serie A - 1950-51 · 9ª serie A - 1951-52 · 10ª serie A retrocessione in serie B - 1952-53 · Serie B - 1953-54 · Serie B - 1954-55 · Serie B - 1955-56 · Serie B - 1956-57 · Serie B promozione in serie A - 1957-58 · 7º girone C serie A retrocessione in serie B - 1958-59 · Serie B - 1959-60 · Serie B - 1960-61 · Serie B - 1961-62 · Serie B - 1962-63 · Serie B - 1963-64 · Serie B - 1964-65 · Serie B - 1965-66 · Serie B promozione in serie A - 1966-67 · 12ª serie A retrocessione in serie B - 1967-68 · Serie B - 1968-69 · Serie B - 1969-70 · Serie B - 1970-71 · Serie B promozione in serie A - 1971-72 · 12ª serie A retrocessione in serie B - 1972-73 · Serie B - 1973-74 · Serie C - 1974-75 · Serie C - 1975-76 · Serie B - 1976-77 · Serie B - 1977-78 · Serie B - 1978-79 · Serie B - 1979-80 · Serie C - 1980-81 · Serie C - 1981-82 · Serie C - 1982-83 · Serie C - 1983-84 · Serie C - 1984-85 · Serie B - 1985-86 · Serie B - 1986-87 · Serie B - 1987-88 · Serie B - 1988-89 · Serie B - 1989-90 · Serie B (sconf. spareggio promozione A2) - 1990-91 · Serie B - 1991-92 · Serie B - 1992-93 · 1ª serie B promozione in serie A2 - 1993-94 · 1ª serie A2 promozione in serie A1 - 1994-95 · 10ª serie A1 retrocessione in serie A2 - 1995-96 · 1º nel girone Promozione di serie A2 promozione in serie A1 - 1996-97 · 7ª serie A1 - 1997-98 · 5° poule salvezza serie A1 retrocessione in serie A2 - 1998-99 · 1º girone Promozione serie A2 promozione in serie A1 - 1999-2000 · 5° poule salvezza serie A1 retrocessione in serie A2 - 2000-01 · 1ª serie A2 promozione al Super 10 Qualificazione all'European Challenge Cup 2001-02 - 2001-02 · 10° Super 10 retrocessione in serie B - 2002-03 · Girone A serie B - 2003-04 · Girone A serie B (assegnazione alla serie A) - 2004-05 · 8º girone B serie A - 2005-06 · Girone B serie A (escluso dalla classifica finale) - 2006-07 · Escluso dal campionato - 2007-08 · Attività giovanile - 2008-09 · Attività giovanile - 2009-10 · Attività giovanile U-16 - 2010-11 · Girone Emilia-Romagna serie C - 2011-12 · Girone Emilia-Romagna serie C - 2012-13 · Girone Emilia-Romagna, Toscana, Marche e Umbria serie C Élite - 2013-14 · Girone Emilia-Romagna 1, serie C Élite - 2014-15 · 1º Girone Emilia-Romagna 1, serie C Élite promozione in serie B - 2015-16 · 6º pool 1 girone 2 serie B 2º pool retrocessione girone 2 - 2016-17 · 1º girone 2 serie B (sconf. finale promozione) - 2017-18 · 4º girone 2 serie B - 2018-19 · 3º girone 2 serie B - 2019-20 · 2º girone 2 serie B al momento della sospensione - 2021 · Fusione con la Reno Bologna e nascita del Bologna Rugby |

## Stadio
Nei primi anni la Rugby Bologna giocò allo Stadio Sterlino lasciato da poco dalla locale squadra di calcio in favore dello Stadio Dall'Ara. Successivamente la squadra giocò allo stadio Arcoveggio, usato fino al 2017 quando si trasferì al centro sportivo Pierpaolo Bonori. Il terreno interno della prima squadra, nonché la club-house, è lo stadio Bonori in zona San Donato-San Vitale.

## Giocatori rappresentativi
- Matías Agüero
- Orazio Arancio
- Mario Battaglini
- Jaco Erasmus
- Massimo Cuttitta
- Roberto Favaro
- Silao Leaega
- Andrea Lo Cicero
- Isidoro Quaglio
- Stefano Romagnoli
- Franco Smith